# Prestens ställning
Prestens ställning är en essä av Carl Jonas Love Almqvist. Den ingår i band XIII av den så kallade duodesupplagan av Törnrosens bok, vilket utkom 1840. I princip kan den betraktas som ett inlägg i den hårda polemik som vid denna tid pågick mellan prästen Almqvist och domkapitlet i Uppsala.